# Pleurothallis medinae
Pleurothallis medinae är en orkidéart som beskrevs av Carlyle August Luer och José Portilla. Pleurothallis medinae ingår i släktet Pleurothallis och familjen orkidéer. Inga underarter finns listade i Catalogue of Life.